# Umar Dschambekow
Umar Dschambekow, auch Umar Dzambekov (* 20. November 1997 in Grosny, Tschetschenische Republik Itschkerien) ist ein österreichischer Boxer im Halbschwergewicht.

## Amateurkarriere
Umar Dschambekow flüchtete mit seiner Familie 2004 vor dem Tschetschenienkrieg nach Österreich, wo er in Hadersdorf-Kammern unterkam. Er übte in seiner Kindheit mehrere Sportarten wie Judo und Kraftsport aus, wobei er unter anderem 2006 die Goldmedaille bei den Österreichischen Meisterschaften im Mehrkampf (Klasse: Schüler C) gewinnen konnte.
Später widmete er sich dem Boxsport und wurde 2013 Österreichischer Juniorenmeister im Mittelgewicht. 2015 gewann er die Goldmedaille beim Chemnitz Cup in Deutschland, die Silbermedaille beim Julius Torma Turnier in Tschechien, sowie 2016 eine Bronzemedaille beim ebenfalls in Tschechien ausgetragenen Turnier Ústí nad Labem.
Seit April 2016 trainiert er im Wiener Boxclub Bounce und gewann noch im selben Jahr den internationalen Dolomiten Cup in Österreich, sowie 2017 erneut den Chemnitz Cup in Deutschland. Seit 2017 boxt er zudem in der deutschen Bundesliga für den Berliner Club Hertha BSC, welcher 2017 Vizemeister wurde.
Am 22. August 2018 erhielt er die österreichische Staatsbürgerschaft. Dschambekow ist Österreichischer Meister der Jahre 2016, 2017, 2018 und 2019 im Halbschwergewicht, wobei er jeweils als bester Boxer der Meisterschaften ausgezeichnet wurde.
2018 erreichte er den fünften Platz bei den EU-Meisterschaften in Spanien, gewann Bronze beim Ahmet Cömert Tournament in der Türkei und Gold beim Tammer-Turnier in Finnland.
Beim Turnier István Memorial 2019 in Ungarn gewann er Silber nach einer Finalniederlage gegen Pawel Siljagin. Bei den U22-Europameisterschaften 2019 in Russland wurde er wegen Nachschlagens disqualifiziert und schied medaillenlos aus. Bei den Europaspielen 2019 in Minsk schied er im Achtelfinale gegen Benjamin Whittaker aus.
Bei den Weltmeisterschaften 2019 in Jekaterinburg besiegte er in der ersten Vorrunde den Japaner Ren Umemura und in der zweiten Vorrunde den US-Amerikaner Atif Oberlton, wobei dieses Duell vom Weltverband zum Kampf des Tages gewählt wurde. Oberlton war 2018 National Golden Glove Champion. Durch diesen Erfolg zog Dschambekow als erster österreichischer Boxer seit 1999 in ein WM-Achtelfinale ein, wo er mit geteilter Punktentscheidung gegen den aserbaidschanischen Europameister Loren Alfonso ausschied.
Bei der europäischen Olympiaqualifikation 2020 in London unterlag er knapp mit 2:3 gegen Luka Plantić.
Mitte Jänner 2021 gab er seine Trennung vom Boxclub Bounce bekannt. Nach interner Kritik am österreichischen Boxverband (ÖBV) wurde er noch im selben Monat, zusammen mit der Boxerin Deshire Kurtaj und dem Boxer Marcel Rumpler, vom ÖBV lebenslang gesperrt. Im März 2021 wurden die lebenslangen Sperren jedoch wieder aufgehoben.

### Länderkämpfe
- November 2019: Sieg gegen Gasimagomed Dschalidow aus Spanien
- April 2019: Sieg gegen Nadir Ünal aus der Türkei
- Oktober 2018: Sieg gegen Dalibor Mijić aus Bosnien[22]
- April 2018: Sieg gegen Blagoy Naydenov aus Bulgarien[23]
- Oktober 2017: Sieg gegen Nikola Stevanović aus Serbien[24]
- April 2017: Sieg gegen Kamil Hladký aus Tschechien[25]

## Profikarriere
Nachdem er sich im Olympiastützpunkt Berlin unter Adolf Angrick darauf vorbereitet hatte, bestritt Umar Dschambekow sein Profidebüt am 17. Juli 2021 in Wien und gewann dabei nach Punkten gegen den Georgier Giorgi Kandelaki.
2022 wechselte er in die USA und boxt für den US-Promoter Tom Löffler (360 Promotions). Trainiert wird er von Marvin Somodio im Wild Card Boxing Gym von Los Angeles. Sein US-Debüt gewann er am 27. Januar 2023 in Montebello (Kalifornien) durch K. o. gegen Anthony Fleming.
Sein bedeutendster Sieg bisher gelang ihm am 21. Juni 2025 nach Punkten gegen Roamer Angulo.